# Distrito electoral de Dongola 1
Dongola District 1 (en inglés: Dongola District 1 Precinct) es un distrito electoral ubicado en el condado de Union en el estado estadounidense de Illinois. En el Censo de 2010 tenía una población de 872 habitantes y una densidad poblacional de 12,91 personas por km².

## Geografía
Según la Oficina del Censo de los Estados Unidos, tiene una superficie total de 67.55 km², de la cual 67.17 km² corresponden a tierra firme y (0.58%) 0.39 km² es agua.

## Demografía
Según el censo de 2010, había 872 personas residiendo. La densidad de población era de 12,91 hab./km². De los 872 habitantes, estaba compuesto por el 92.78% blancos, el 0.46% eran afroamericanos, el 2.52% eran amerindios, el 0.34% eran asiáticos, el 0.23% eran isleños del Pacífico, el 0.46% eran de otras razas y el 3.21% pertenecían a dos o más razas. Del total de la población el 2.18% eran hispanos o latinos de cualquier raza.